# Fotografía glamour

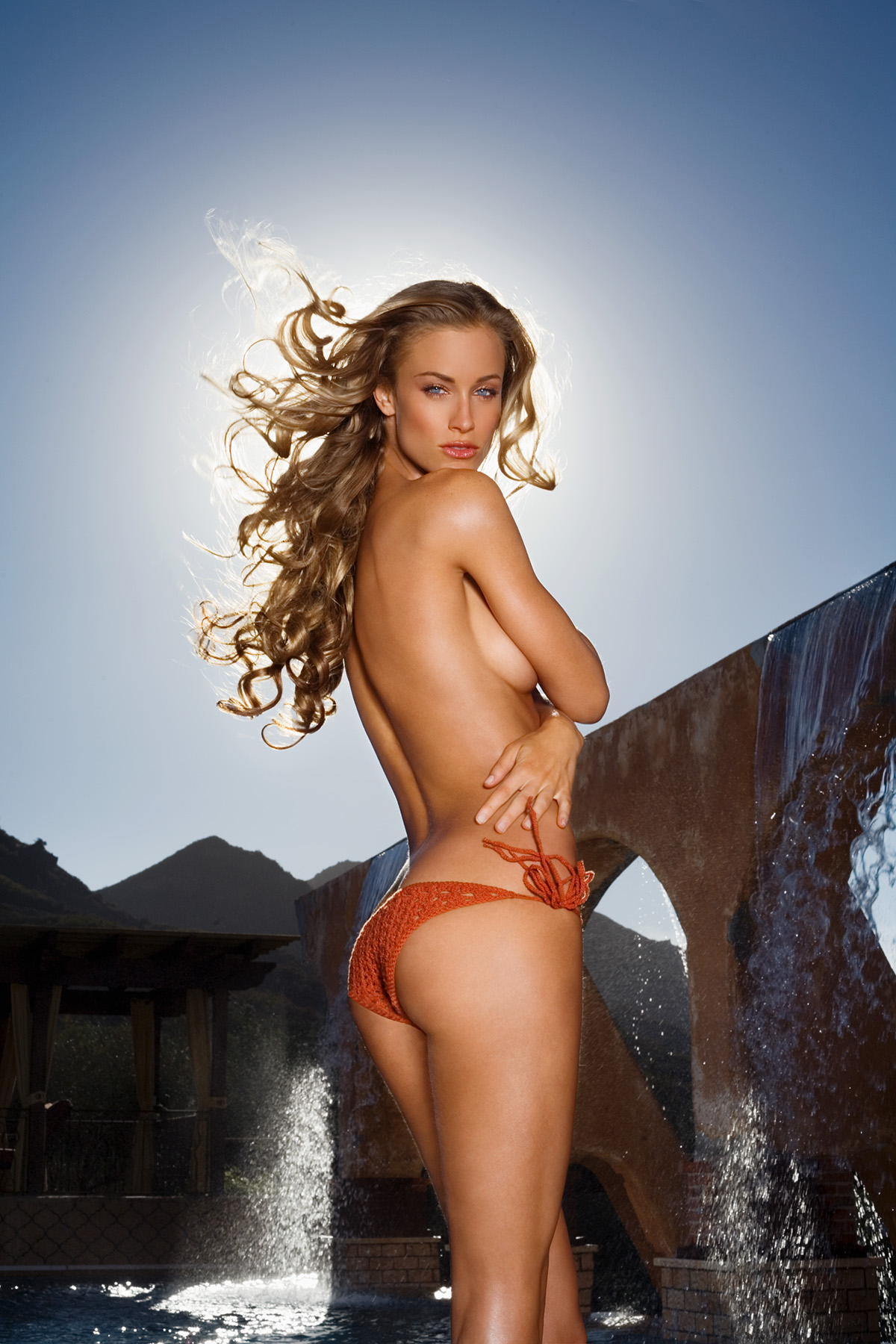
Fotografía glamour de la modelo Michele Merkin.

La fotografía glamour es un tipo de fotografía en la cual los modelos son retratados de una manera sugerentemente sexual. Los fotógrafos usan una combinación de cosméticos, iluminación y maquillaje con la finalidad de producir la imagen lo más físicamente atractiva del modelo. Coloquialmente, a este tipo de fotografía se le llama cheesecake («pastel de queso») para las mujeres, mientras que a la masculina se le conoce como beefcake («pastel de carne»).

## Magazines y estrella de cine
Las normas de fotografía glamour han cambiado con el tiempo, reflejando los cambios de la aceptación social. En los años 1920, los fotógrafos de Estados Unidos -como Ruth Harriet Louise y Jorge Hurrell- fueron famosos por este tipo de fotografía y por su destreza utilizando técnicas de iluminación para desarrollar efectos dramáticos. Durante la Segunda Guerra Mundial, las fotografías tipo pin-up fueron muy populares entre los militares estadounidenses. Sin embargo, hasta los años 1950, el empleo de fotografías glamour en la publicidad o revistas masculinas era algo sumamente polémico e incluso ilegal. Las revistas que destacaban la fotografía glamour eran a veces catalogadas como «revistas de arte» o «de salud».

## Retratos populares
La fotografía glamour, desde los años 1990, ha aumentado su popularidad entre el público. Los estudios fotográficos de glamour abrieron, ofreciendo peluqueros, maquilladores y retocadores profesionales para permitir al público tener la experiencia como «modelo». Estos a veces incluyen retratos de «tocador», pero comúnmente son más usados por profesionales y directores de instituto cuando quieren su mejor look en sus retratos.

## Revistas
La revista Playboy contribuyó decisivamente al cambio del mundo de la fotografía glamour como la primera revista que enfocó a modelos desnudos y tuvo como objetivo al consumidor general. En diciembre de 1953, Hugh Hefner publicó la primera edición de Playboy con Marilyn Monroe en la portada y sus fotos desnuda en las páginas interiores. El estatus de estrella de Monroe y su personalidad encantadora ayudó a disminuir la protesta pública. Cuando se le preguntó a ella qué tenía puesto durante la sesión de fotos, ella contestó: «La radio». Después de Playboy, muchas revistas siguieron su camino. Esto contribuyó decisivamente a la apertura del mercado para la introducción de la fotografía de glamour en la sociedad moderna. Hoy, fotografías softcore de modelos desnudas aparecen en publicaciones como Perfeccionan 10 o el tabloide británico The Sun.

## Galería de imágenes

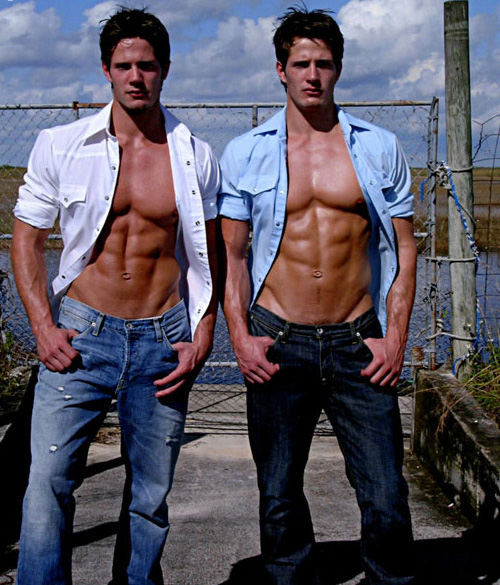
Los gemelos Carlson durante una sesión fotográfica (2006).
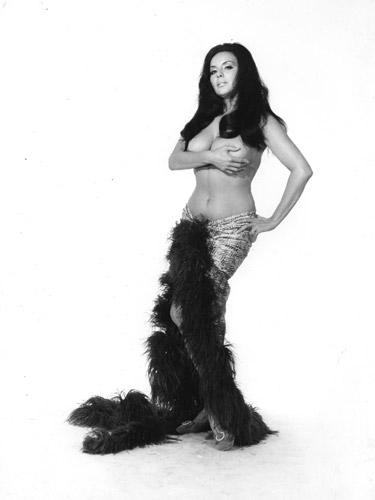
Isabel Sarli, realizando la técnica handbra (1973).